# یواس‌اس سابین (ای‌او-۲۵)
یواس‌اس سابین (ای‌او-۲۵) (به انگلیسی: USS Sabine (AO-25)) یک کشتی بود که طول آن ۵۵۳ فوت (۱۶۹ متر) بود. این کشتی در سال ۱۹۴۰ ساخته شد.